# Jonathan Bätz
Jonathan Bätz (* 5. Februar 1787 in Utrecht; † 18. Juli 1849 ebenda) war ein niederländischer Orgelbauer. Er gehörte zur dritten Generation einer Orgelbauerfamilie, die den Orgelbau in den Niederlanden über ein Jahrhundert maßgeblich prägte. Von den insgesamt 21 Orgeln, die Jonathan Bätz zwischen 1820 und 1849 schuf, sind die meisten erhalten geblieben.

## Leben
Im Jahr 1739 begründete der Großvater Johann Bätz die Firma in Utrecht. Jonathan Bätz wurde 1787 als Sohn von Christoffel Bätz (1755–1800) geboren, der zusammen mit seinem Bruder Gideon Thomas Bätz (1751–1820) die zweite Generation bildete. Nach einer Übergangszeit übernahm Gideon 1772 die Firmenleitung. Christoffel eröffnete 1778 eine eigene Werkstatt, trat gelegentlich aber bei gemeinsamen Projekten mit seinem Bruder in Erscheinung. Auf die beiden gehen über 20 Orgelneubauten zurück. Meist handelt es sich um einmanualige Werke im Stil des Rokoko.
Als Jonathan acht Jahre alt war und seine Mutter starb, kam er, sein Bruder und seine beiden Schwestern zu seinem Onkel Gideon, der die Erziehung übernahm, obwohl der Vater noch lebte. Er besuchte einige Jahre ein Internat in Gelderland. Mit 16 Jahren erlernte Jonathan den Orgelbau in der Firma des Onkels. Sein Bruder Johan Martin Willem Bätz (1789–1836) war zunächst Klavierbauer in Amsterdam, unterstützte ab 1818 aber den Onkel. Nach dessen Tod im Jahr 1820 leiteten die Brüder die Firma in dritter Generation. 1831 verließ Johan Martin Willem die Firma und baute nur noch vereinzelt Orgeln. Pieter Maarschalkerweerd ging bei Jonathan Bätz in die Lehre, bevor er sich 1840 selbstständig machte.
Christian Gottlieb Friedrich Witte war ab 1826 sein Mitarbeiter in der Firma und heiratete 1839 in die Familie Bätz ein, indem er Pauline Dorothea Antoinette Lagers, die Tochter eines lutherischen Predigers und Enkelin von Gideon Thomas Bätz, zur Frau nahm. Zwei Jahre nach dem Weggang von J.M.W. Bätz wurde Witte im Jahr 1833 Teilhaber und nach Jonathans Tod alleiniger Inhaber des Unternehmens. Jonathan starb 1849 an der Cholera. Nach Wittes Tod übernahm dessen Sohn Johan Frederik Witte (1840–1902) die Leitung der Firma, die im Jahr 1903 erlosch. Seit etwa 1830 bis zu ihrem Erlöschen firmierte sie unter dem Namen „J. Bätz & Co.“

## Werk
Die Bätz-Orgeln des 19. Jahrhunderts dienten in erster Linie zur Begleitung des Gemeindegesangs in den niederländischen reformierten und lutherischen Kirchen. Da die Familie Bätz lutherisch geprägt war, erhielten sie auch aus lutherischen Kirchengemeinden Aufträge. Verbreitungsgebiet waren die westlichen, mittleren und nördlichen Niederlande.
Während der Firmenleitung von Jonathan Bätz von 1820 bis 1849 entstanden 21 Orgelneubauten, darunter in Amsterdam, Utrecht und Delft dreimanualige Werke. Eine Orgel ging nach Suriname, eine andere nach Batavia/Jakarta.
Die Orgeln zeichnen sich durch hohe handwerkliche und künstlerische Qualität aus, waren aber konservativ ausgerichtet. Bätz setzte eine mechanische Spiel- und Registertraktur und Schleifladen ein und baute weiterhin Rückpositive. Selbst bei zweimanualigen Werken ist das Pedal oft nur angehängt. Klanglich bildet der vollständig ausgebaute Prinzipalchor den Kern. Das zweite Manual ist in der Regel ein Oberwerk mit gedeckten Flöten- und Streichregistern. Die Zungenstimmen und Mixturen stehen nicht selten auf geteilten Schleifen für Bass und Diskant, Sesquialtera und Cornett sind häufig nur im Diskant gebaut.
Ein Teil des Firmenarchivs ist im Utrechter Orgelarchiv erfasst: teils kolorierte Zeichnungen von Orgeln, Prospektentwürfe, Konstruktionszeichnungen, Dispositionentwürfe, technische Berechnungen, Verträge, Korrespondenz sowie Zeitungs- und Zeitschriftenartikel.

## Werkliste
Die Größe der Instrumente wird in der fünften Spalte durch die Anzahl der Manuale und die Anzahl der klingenden Register in der sechsten Spalte angezeigt. Ein großes „P“ steht für ein selbstständiges Pedal, ein kleines „p“ für ein angehängtes Pedal. Eine Kursivierung zeigt an, dass die betreffende Orgel nicht mehr erhalten ist.
| Jahr          | Ort              | Kirche                              | Bild | Manuale | Register | Bemerkungen                                                                                             |
| ------------- | ---------------- | ----------------------------------- | ---- | ------- | -------- | --- |
| 1818–1820     | Hellevoetsluis   | Petrakerk                           |      |         |          | 1913 ersetzt                                                                                            |
| 1821          | Nieuwenhoorn     | Hervormde Kerk                      |      | II/p    | 14       | 1895–99 eingreifender Umbau durch A. van den Haspel                                                     |
| 1822–1823     | Weesp            | Hervormde Kerk                      |      | II/p    | 23       | 1828–1846 durch J. Bätz gewartet; in den 1930er Jahren pneumatisches Pedal mit 2 Registern ergänzt      |
| 1824          | 's-Graveland     | Hervormde Kerk                      |      | II/p    | 14       | In den 1930er Jahren pneumatisches Pedal mit 2 Registern ergänzt                                        |
| 1824 und 1837 | Den Haag         | Lutherse Kerk                       |      | III/P   | 39       | Dispositionsänderungen an der Orgel von Johann Bätz (1753/1759–62)                                      |
| 1825          | Ermelo           | Hervormde Kerk                      |      | I/p     | 9        | Ursprünglich für Den Briel gebaut, 1973 überführt                                                       |
| 1827          | Harderwijk       | Grote Kerk                          |      | II/p    | 23       | In den 1930er Jahren pneumatisches Pedal mit 2 Registern ergänzt                                        |
| 1830          | Amsterdam        | Ronde Lutherse Kerk                 |      | III/P   | 49       | Mit Rückpositiv; Gehäuse nach Entwurf von T.F. Suys; 1983 Restaurierung durch Flentrop nach einem Brand |
| 1825–1831     | Utrecht          | Utrechter Dom                       |      | III/P   | 50       | Unter Verwendung älteren Pfeifenmaterials                                                               |
| 1831          | ’s-Hertogenbosch | Hervormde Kerk                      |      | II/P    | 24       | [ 10 ]                                                                                                  |
| 1831          | Amsterdam        | Instituut voor blinden              |      |         |          | |
| 1834          | Utrecht          | Kerk buiten de Waardpoort           |      |         |          | Gehäuse in Daarle erhalten                                                                              |
| 1835          | Paramaribo       | Lutherse Kerk                       |      | I/p     | 9        | 1833 gebaut; 1835 von C.G.F. Witte aufgestellt.                                                         |
| 1836          | Amsterdam        | Kerk de Krijtberg                   |      |         |          | 1905 durch Neubau von Adema ersetzt; einige Register übernommen                                         |
| 1838          | Krommenie        | Nicolaaskerk                        |      | II/p    | 16       | [ 11 ]                                                                                                  |
| 1837–1839     | Delft            | Nieuwe Kerk                         |      | III/P   | 47       | [ 12 ]                                                                                                  |
| 1840          | Maassluis        | Grote Kerk                          |      | III/P   | 42       | Renovierung der Orgel von Rudolf Garrels (1729–32)                                                      |
| 1842          | Mijdrecht        | Hervormde Kerk                      |      | II/p    | 13       | 1915/2001 um selbstständiges Pedal erweitert                                                            |
| 1842          | Den Haag         | Paleis Kneuterdijk (Gotischer Saal) |      | II/P    | 18       | [ 14 ]                                                                                                  |
| 1843          | Batavia          | Willemskerk                         |      |         |          | |
| 1843          | Zeist            | Oude Kerk                           |      | II/P    | 23       | [ 15 ]                                                                                                  |
| 1843          | Amsterdam        | Amstelkerk                          |      | II/p    | 16       | [ 16 ]                                                                                                  |
| 1846          | Woerden          | Lutherse Kerk                       |      | II/p    | 11       | [ 17 ]                                                                                                  |
| 1848          | Harmelen         | Hervormde Kerk                      |      |         |          | Durch Witte gebaut; 1899 verbrannt                                                                      |